# Piotr Sobiennikow
Piotr Pietrowicz Sobiennikow (ros. Пётр Петрович Собенников; ur. 1 lipca?/13 lipca 1894 w Petersburgu-Kronsztadzie, zm. 14 sierpnia 1960 w Moskwie) – radziecki dowódca wojskowy, generał porucznik.

## Życiorys
Od 1916 służył w rosyjskiej armii, ukończył Nikołajewską Szkołę Kawalerii, brał udział w I wojnie światowej na Froncie Północno-Zachodnim, kierował komendą łączności pułku kawalerii. W 1918 wstąpił do Armii Czerwonej, uczestniczył w wojnie domowej na Froncie Wschodnim jako dowódca plutonu, adiutant pułku kawalerii, zastępca szefa i szef sztabu dywizji kawalerii, potem dowodził brygadą kawalerii i był zastępcą inspektora kawalerii Armii Czerwonej i inspektorem kawalerii okręgu wojskowego.
W 1923 skończył Wojskowo-Akademickie Kursy Doskonalenia Wyższej Kadry Dowódczej Armii Czerwonej, a w 1927 kursy doskonalenia wyższej kadry dowódczej Armii Czerwonej, w latach 1937–1939 był dowódcą dywizji kawalerii, potem starszym wykładowcą Akademii Wojskowej im. Frunzego, zimą 1939–1940 brał udział w wojnie z Finlandią, w 1940 został członkiem partii komunistycznej.
Od marca 1941 dowodził 8 Armią w ramach Nadbałtyckiego Okręgu Wojskowego, po ataku Niemiec na ZSRR uczestniczył w walkach w krajach bałtyckich, od 3 lipca do końca sierpnia 1941 dowodził Frontem Północno-Zachodnim, m.in. w walkach pod Starą Russą, od września do 16 października 1941 był dowódcą 43 Armii. Za nieumiejętne dowodzenie odsunięty ze stanowiska, pozbawiony stopnia generała majora i skazany warunkowo, w listopadzie 1942 został zastępcą dowódcy 3 Armii, brał udział w operacji orłowskiej, briańskiej, homelsko-rzeczyckiej, rogaczewsko-żłobińskiej, bobrujskiej, mińskiej, białostockiej, mławsko-elbląskiej i berlińskiej, 22 lutego 1944 otrzymał stopień generała porucznika. Po zajęciu Białegostoku kierował likwidacją ujawnionych struktur AK i Delegatury Rządu.
Po wojnie był dowódcą armii, zastępcą dowódcy okręgu wojskowego, zastępcą szefa, a w 1955–59 szefem kursów „Wystrieł”, następnie pracował w Sztabie Generalnym Sił Zbrojnych ZSRR.
Został pochowany na Cmentarzu Nowodziewiczym.

## Odznaczenia
- Order Lenina
- Order Czerwonego Sztandaru
- Order Suworowa II klasy
- Order Kutuzowa II klasy
- Order Bohdana Chmielnickiego I klasy
- Order Wojny Ojczyźnianej I klasy
- Medal „Za zdobycie Królewca”
- Medal „Za zwycięstwo nad Niemcami w Wielkiej Wojnie Ojczyźnianej 1941–1945”
- Komandor Legii Zasługi (Stany Zjednoczone)
- Medal za Odrę, Nysę, Bałtyk (Polska Ludowa)